# Louis Henno
Louis Henno, né en 1896 et mort le 5 septembre 1966, fut le premier président de l'ère du LOSC, issue de la fusion entre les clubs de football du Sporting Club fivois et la section football de l'Olympique lillois. Très autoritaire, il était surnommé « Louis XIX ».

## Biographie
Capitaine du SC Fivois pendant les années 1920, puis président du club, il opte pour le professionnalisme dès 1932, obligeant le grand voisin lillois, Olympique lillois, à faire de même à contrecœur. 
Après la disparition des principaux dirigeants de l'OL pendant la guerre, il cherche à faire fusionner le SC Fives avec l'OL. Après plusieurs refus de la part de l'OL, la fusion se fait finalement en 1944 et Louis Henno hérite du fauteuil président du nouveau club. Il reste en poste jusqu'en 1959 et l'ensemble de ce mandat recouvre de fait l'âge d'or du club avec cinq victoires en Coupe de France et le gain de deux titres de champion de France.